# Móra d'Ebre
Móra d'Ebre är en kommun i Spanien.   Den ligger i provinsen Província de Tarragona och regionen Katalonien, i den östra delen av landet, 400 km öster om huvudstaden Madrid. Antalet invånare är 5 704. Arean är 45 kvadratkilometer. Móra d'Ebre gränsar till Ascó, Garcia, Móra la Nova, Tivissa, Benissanet, Corbera d'Ebre och La Fatarella. 
Terrängen i Móra d'Ebre är kuperad åt nordväst, men åt sydost är den platt.